# Frankenia triandra
Frankenia triandra är en frankeniaväxtart som beskrevs av Esprit Alexandre Remy. Frankenia triandra ingår i släktet frankenior, och familjen frankeniaväxter. Inga underarter finns listade i Catalogue of Life.